# Sant Marc de Batlliu (nucli de població)
|  | Aquest article tracta sobre el nucli d'Artesa de Segre. Si cerqueu l'església homònima, vegeu «Sant Marc de Batlliu». |

Sant Marc de Batlliu és una entitat de població disseminada situada al nord-est del terme municipal d'Artesa de Segre, a la comarca de la Noguera, pròxim al nucli de Montmagastre. Segons l'Idescat, el 2019 tenia 10 habitants. Del nucli, format per diferents masies, hi destaca l'església romànica homònima.